# Miracle Club de Bandrani
El Miracle Club (en árabe: جمعية ميراكل كلوب مويني‎) es un equipo de fútbol de Comoras que juega en la Segunda División de Anjouan, la segunda división de la liga de Anjouan.

## Historia
Fundado en la ciudad de Bandrani, es un club con un historial bastante limitado, ya que fue hasta la temporada 2018 que ganó su primer título importante al vencer al Ngazi Club en penales en la final de la Copa de las Comoras. En esa misma temporada lograron ganar también el título de la supercopa al vencer 3-1 al Volcan Club.
A nivel internacional ha participado en un torneo continental, en la Copa Confederación de la CAF 2018-19, donde fue eliminado en la ronda preliminar por el Al-Ittihad Club (Trípoli) de Libia.

## Palmarés
- Copa de las Comoras: 1

2018
- Supercopa de las Comoras: 1

2018

## Participación en competiciones de la CAF
| Temporada | Torneo                       | Ronda      | Club                      | Casa | Visita | Global |
| --------- | ---------------------------- | ---------- | ------------------------- | ---- | ------ | ------ |
| 2018-19   | Copa Confederación de la CAF | Preliminar | Al-Ittihad Club (Trípoli) | 0-8  | w.o.1  | 0-8    |

1- Miracle Club abandonó el torneo antes de jugar el partido de vuelta.